# Leviathan - Il risveglio
Leviathan - Il risveglio (Leviathan Wakes) è un romanzo fantascientifico del 2011 firmato da James S. A. Corey, pseudonimo del collettivo formato dagli scrittori Daniel Abraham e Ty Franck. È il primo libro della serie The Expanse.
Nel 2012 è stato candidato al Premio Hugo e al Premio Locus. Il romanzo è stato adattato nel 2015 nella prima stagione della serie TV The Expanse di Syfy.

## Ambientazione
Il romanzo è ambientato in un futuro in cui l'umanità ha colonizzato buona parte del Sistema solare. La Terra, governata dalle Nazioni Unite, e Marte, governato dalla Repubblica Congressuale Marziana, si comportano come superpotenze in competizione, mantenendo un'alleanza militare non facile per continuare ad esercitare una doppia egemonia sugli abitanti della fascia principale, noti come "Cinturiani." I Cinturiani, il cui corpo è allungato e esile a causa della crescita in un ambiente a bassa gravità, sono i lavoratori che forniscono l'intero sistema delle risorse naturali necessarie, ma sono ampiamente marginalizzati dal resto del Sistema solare. L'Alleanza dei Pianeti Esterni (APE, in originale The Outer Planets Alliance, OPA), una rete di gruppi organizzati, cerca di combattere lo sfruttamento della Fascia da parte degli "Interni"; gli interni, da parte loro, hanno additato l'OPA come un'organizzazione terroristica.

## Trama
L'astronave Canterbury (soprannominata Cant dai Cinturiani) trasporta ghiaccio per le esigenze delle colonie terrestri; è su una rotta che dagli anelli di Saturno la porterà verso la Stazione di Ceres quando riceve una chiamata di emergenza. Cinque membri dell'equipaggio vengono mandati a investigare la provenienza del segnale: il vicecomandante James "Jim" Holden, un ex ufficiale della Marina delle Nazioni Unite (UNN), il direttore di macchina Cinturiano Naomi Nagata, il pilota Alex Kamal, veterano della Marina Marziana (MCRN), l'ingegnere Amos Burton e il medico Shed Garvey. Scoprono una navetta abbandonata, la Scopuli; sull'astronave non trovano traccia dell'equipaggio, ma scoprono il dispositivo che ha inviato il segnale. Sospettando che l'astronave possa essere una trappola messa dai pirati, prendono il dispositivo e tornano verso la Cant. Prima che raggiungano la loro astronave, un gruppo di astronavi da guerra stealth sconosciute distrugge la Cant usando armi nucleari. Mascherato dal campo di detriti della Cant, lo shuttle passa inosservato mentre le astronavi da guerra lasciano la zona. In base alla tecnologia avanzata delle astronavi da guerra e scoperto che il dispositivo trovato sulla Scopuli era di origine marziana, i sopravvissuti sospettano che dietro l'attacco alla Cant si celi la MCRN.
Con lo shuttle danneggiato dai detriti e senza il carburante e le risorse necessarie a raggiungere un porto, timorosi che le navi da guerra possano tornare, Holden decide di inviare un messaggio all'intero Sistema in cui descrive l'attacco alla Canterbury e il ritrovamento del dispositivo marziano. In risposta, lo shuttle viene contattato dalla Donnager, nave marziana di stanza su Giove, che ordina loro di farsi trovare a delle coordinate precise. Mentre si dirigono alle coordinate ricevute, ricevono un messaggio da Fred Johnson, capo della Stazione di Tycho, un avamposto ingegneristico e stazione di costruzione, che offre loro supporto e un porto sicuro. Johnson è un ex-comandante pluridecorato dell'UNN che, dopo aver ucciso - in base ad informazioni fuorvianti ricevuti dalla sua linea di comando - un manipolo di Cinturiani ribelli, si è guadagnato il soprannome di "Macellaio di Anderson"; dopo l'evento, disgustato dalla manipolazione di cui è stato vittima per mano dei suoi comandanti e in preda al rimorso, Johnson si dimise e divenne portavoce dei diritti dei Cinturiani. Mentre lo shuttle si dirige verso la Donnager, viene seguito da un gruppo di navi sconosciute.
Sulla stazione di Cerere, il detective cinturiano Josephus "Joe" Miller della Star Helix Security, una società di sicurezza privata con base sulla Terra, viene incaricato di cercare Julie Mao, figlia del magnate Jules-Pierre Mao, e di riportarla su Luna anche contro il volere della ragazza. Quando il messaggio di Holden arriva su Cerere, inizia una rivolta che porta Miller a scoprire che le divise antisommossa della polizia sono sparite.
Sulla Donnager, il capitano della nave nega ogni coinvolgimento marziano nell'attacco alla Canterbury e sospetta, invece, che uno o più sopravvissuti abbiano messo una bomba sulla nave come atto terroristico dell'APE. Le navi sconosciute che seguivano lo shuttle ignorano gli avvertimenti della Donnager e la nave spara verso le navi nemiche. Con gran sorpresa dell'equipaggio marziano, le navi rispondono al fuoco con le stesse armi che hanno distrutto la Cant. Nonostante la Donnager sia una delle navi da guerra più avanzate dell'intero Sistema, viene fortemente danneggiata dalle armi nemiche e viene abbordata. Durante la battaglia, una scarica di cannone a rotaia penetra lo scafo e uccide Garvey. Capendo che l'obiettivo delle navi sono i sopravvissuti della Cant un gruppo di Marine della Donnager li scorta per evacuarli. Grazie agli sforzi dei marziani, i quattro sopravvissuti della Cant, riescono a fuggire a bordo della fregata leggera Tachi appena prima che la Donnager esploda. Ancora incerti su chi li voglia morti, decidono di dirigersi verso la Stazione di Tycho. Qui vengono accolti da Fred Johnson che rivela loro di essere un membro influente della APE. Ricevono da Johnson un nuovo transponder che identifica la loro fregata come una semplice nave da trasporto gas e decidono di rinominarla Rocinante, che i suoi nuovi occupanti chiamano anche familiarmente Roci. Fred manda la Roci sulla Stazione di Eros per trovare un membro operativo dell'APE che lavora con lo pseudonimo Lionel Polanski.
Su Cerere, Miller scopre che c'è stata una massiccia partenza di criminali dalla stazione e che il padre di Julie Mao ha avvertito la ragazza di un probabile attacco nella fascia due settimane prima della distruzione della Cant. Viene avvicinato da Anderson Dawes, capo del gruppo di Ceres dell'APE, che gli rivela che Julie Mao si era unita all'APE ed era scomparsa durante un'importante missione mentre era a bordo della Scopuli. Dawes avvisa Miller di non continuare nelle sue ricerche sul caso. Dopo aver riportato le informazioni al proprio capo, il Capitano Shaddid, Miller viene sollevato dal caso; tuttavia, il detective è ormai ossessionato dal caso Julie Mao e, dopo essere stato licenziato da Shaddid, che è in combutta con Dawes, continua le proprie ricerche. Dopo aver letto i resoconti di attracco dei porti della Cintura scopre che la Scopuli è la stessa nave menzionata nel messaggio di Holden e riesce a capire, grazie ai piani di volo, che la Rocinante è in realtà la Tachi e parte per Eros.
Su Eros, Miller incontra l'equipaggio della Roci nell'hotel in cui alloggia Lionel Polanski. Nella stanza di Polanski trovano il corpo di Julie Mao coperto da una strana sostanza organica. Sul dispositivo della ragazza, Miller trova i dettagli del progresso della cosa che l'ha afflitta, che sembra alimentarsi di energia e radiazioni, e le coordinate di un asteroide dove è attraccata una delle navi che ha attaccato la Cant. Prima che possano lasciare la stazione, viene attivato l'allarme antiradiazioni e le guardie di sicurezza cominciano a scortare le persone nei rifugi. Miller riconosce alcune delle guardie come i criminali che hanno lasciato Ceres e si accorge che indossano le tute antisommossa della Star Helix. Lui e Holden rimangono lì per investigare mentre gli altri tornano alla Roci. Scoprono che le persone nei rifugi sono state contaminate con una sostanza sconosciuta ed esposte a massicce dosi di radiazioni. Mentre tornano verso i ponti di attracco, scoprono che le persone sono state infettate dalla stessa sostanza che ha colpito Julie Mao e le radiazioni vengono usate per alimentare la sostanza. Vedono l'attacco delle forze armate e il propagarsi dell'infezione in chiunque sia stato rinchiuso nei rifugi. Riescono, comunque, a fuggire da Eros.
Fred contatta Holden e gli dice che le analisi del data chip che apparteneva a uno dei soldati della Donnager rivela che le navi stealth sono state costruite su Luna. Holden trasmette un altro messaggio pubblico divulgando questa informazioni, sperando di mitigare le tensioni create dal suo precedente messaggio. La strategia non funziona e le Nazioni Unite, temendo di essere incolpate dell'attacco alla Donnager, lanciano un attacco preventivo contro la MCRN distruggendo Deimos, sito della marina marziana, che risulta in uno stallo tra le due fazioni.
Miller e l'equipaggio della Roci seguono le coordinate trovate nel dispositivo di Julie e trovano una delle navi stealth, la Anubis, abbandonata. Nella camera del reattore, trovano la stessa sostanza organica trovata sul corpo di Julie Mao e scoprono che ha consumato i restanti membri dell'equipaggio della Anubis e della Scopuli, da cui erano stati portati via prigionieri. Trovano un video che spiega che l'organismo è un meccanismo di autoreplicazione biologico creato da alieni extrasolari e messo su Phoebe, oggetto che non è quindi un asteroide di Saturno (come l'umanità ha sempre creduto) bensì un manufatto alieno, un vettore della sostanza diretto verso la terra primordiale e accidentalmente catturato dall'orbita di Saturno prima di giungere a destinazione. La Protogen, l'azienda che ha trovato l'entità su Phoebe e l'ha denominata "Protomolecola", ha orchestrato il rilascio della sostanza su Eros come esperimento, per tentare di capire per quale scopo fosse stata creata. Hanno inscenato il false flag dell'attacco alla Cant per scatenare una guerra che distraesse il Sistema solare da ciò che succedeva su Eros. L'equipaggio distrugge la Anubis e ritorna alla Stazione di Tycho, dove scopre che alcuni dati vengono trasmessi da Eros verso una struttura della Protogen. Miller e Fred conducono un manipolo di abbordaggio formato da soldati dell'APE e attaccano e conquistano la stazione, dopo che la Roci ha distrutto le due navi stealth che la sorvegliano.
Lo scienziato a capo della stazione, Anthony Dresden, rivela che tutti gli scienziati della stazione sono stati scelti per le loro qualità sociopatiche, in modo che possano condurre le loro ricerche apaticamente, senza empatia per le vittime di Eros. Dresden enfatizza l'importanza della comprensione della Protomolecola, non solo per il valore scientifico della scoperta, ma per proteggersi dal pericolo rappresentato dagli alieni che l'hanno creata. Capendo che l'idea di Dresden potrebbe essere facilmente accettata dai potenti di Terra e Marte, che potrebbero continuare gli esperimenti dell'uomo, Miller spara allo scienziato senza preavviso, scatenando l'ira di Holden.
Su Tycho, Miller e Fred ideano un piano per distruggere Eros per evitare che qualcuno possa impossessarsi della Protomolecola: intendono dirottare il progetto principale a cui stanno lavorando sulla Stazione di Tycho, la nave generazionale mormone Nauvoo, e farla schiantare contro Eros in modo che l'asteroide venga portato verso il Sole dalla nave. Miller guida la squadra che pone le bombe su Eros, per renderne inaccessibili i porti d'attracco. Decide, comunque, di rimanere sull'asteroide anche dopo aver completato il proprio compito. Nel frattempo, poco prima che la Nauvoo impatti la stazione, Eros cambia rotta: la Protomolecola ha in qualche modo preso possesso dell'asteroide e lo sta usando come un'enorme nave spaziale riuscendo a negare il secondo principio della dinamica e sconfiggere l'inerzia dell'asteroide. Eros si dirige verso la Terra, la più grande risorsa di biomassa nel Sistema solare a una velocità irraggiungibile per qualsiasi nave. Miller porta una delle bombe dentro la stazione per tentare di distruggere le sue capacità di manovra. Tuttavia, sentendo le voci all'interno della stazione, comprende che Eros è guidata da Julie Mao, che crede di star guidando la sua pinaccia da corsa. Miller trova la donna, con il corpo deformato dalla Protomolecole e riesce a convincere la ragazza a dirigersi verso Venere.

## Accoglienza
La critica ha apprezzato il romanzo, e Kirkus Reviews ha lodato il racconto. Le scene di azione del libro sono state elogiate da SF Signal. Anche GeekDad di Wired ha apprezzato il romanzo per non contenere «descrizioni troppo complicate di come lavorano governi e organizzazione» o «parole inventate e nomi criptici.

## Seguiti
Leviathan - Il risveglio è stato seguito da Caliban - La guerra (Caliban's War) nel 2012, da Abaddon's Gate - La fuga (Abaddon's Gate) nel 2013, Cibola Burn - La cura (Cibola Burn) nel 2014, Nemesis Games - L'esodo (Nemesis Games) nel 2015, Babylon's Ashes nel 2016 e Leviathan Falls nel 2021

## Edizioni
- (EN) James S. A. Corey, Leviathan Wakes, 1ª ed., New York, Orbit, 2011, ISBN 978-0-316-12908-4.
- James S. A. Corey, Leviathan - Il risveglio, traduzione di Stefano A. Cresti, Roma, Fanucci, 2015, ISBN 9788834729984.